# Knektpass

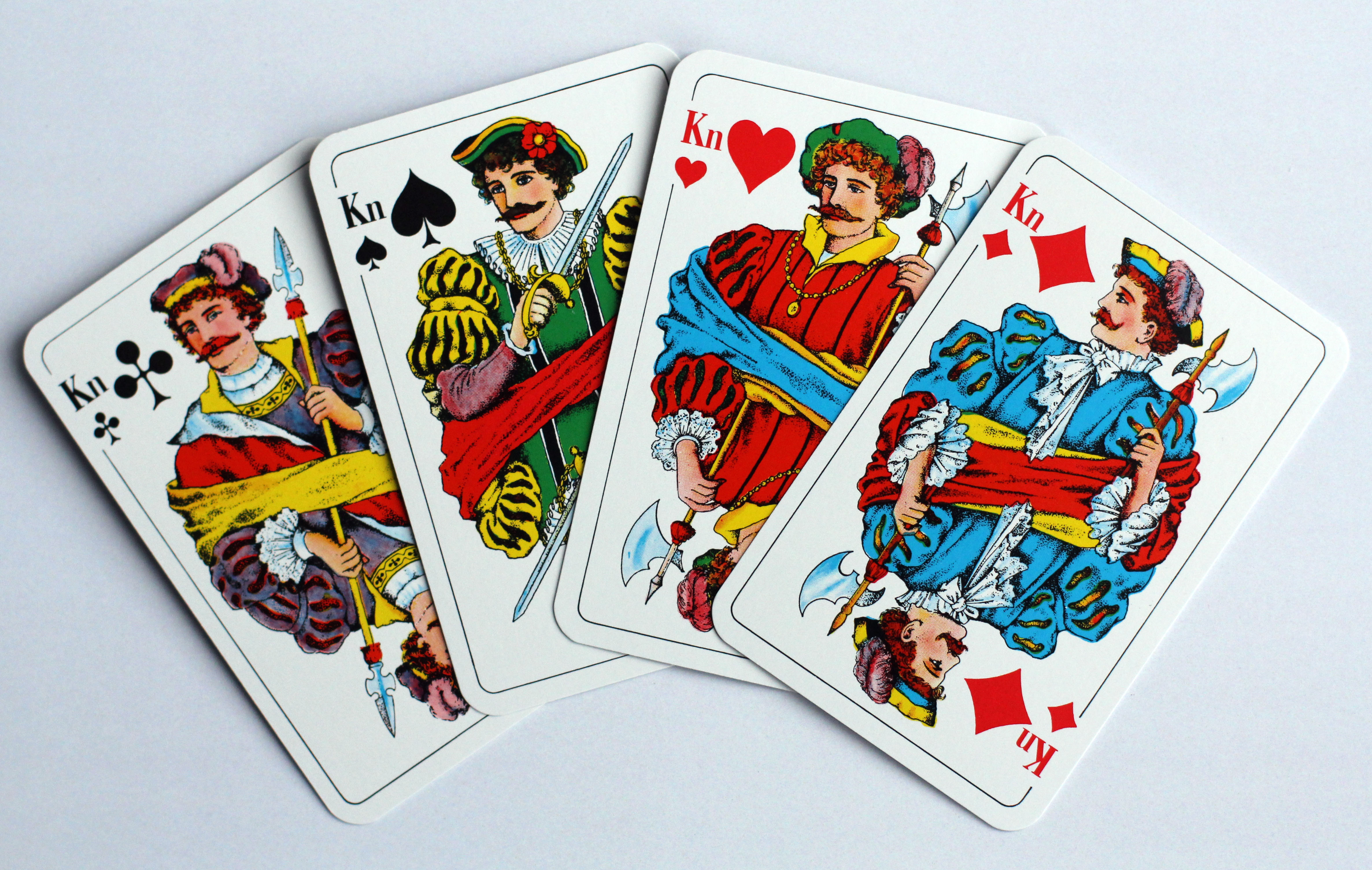
Die vier Matadore: die Knekte

Knektpass oder Knekt-Pass, auch Rams genannt, ist ein altes schwedisches Kartenspiel der Rams-Gruppe, das bereits 1834 erwähnt wurde. Es ist ein Stichspiel für zwei oder mehr Spieler, bei dem die vier Buben die obersten Trümpfe sind.

## Name
Der Name „Knektpass“ bedeutet wörtlich „Knecht-Pass“ und bezieht sich eindeutig auf die vier Buben (Knechte), die zu obersten Trümpfen erhoben wurden – eine Eigenschaft, die in keiner anderen Variante von Rams vorkommt. Das Wort „Pass“ kann im Sinne von „Erlaubnis“ oder „Bergpass“ bedeuten und bezieht sich wahrscheinlich auf das Privileg der Buben, unbeschadet durch einen Stich zu kommen, da sie von den anderen schwächeren Karten nicht geschlagen werden können.

## Karten
Man spielt Knektpass mit 36 Karten des französischen Blatt nach dem modernen schwedischen Bild. Die Matadore oder ständige Trümpfe sind die vier Buben: der Kreuzbube, Pikbube, Herzbube und Karobube, die in dieser Reihenfolge gewertet werden. Darauf folgen die Karten der Trumpffarbe vom Ass bis zur Sechs, natürlich mit der Ausnahme des Buben. Die Farben werden in ihrer natürlichen Reihenfolge gewertet: A > K > D > 10 > 9 > 8 > 7 > 6. Bei mehr als drei Spieler werden 52 Karten verwendet.

## Spielregeln
Die folgenden Spielregeln basieren auf denen des „Ny och fullständig svensk spelbok“ von 1847.

### Vorbereitung
Die Spieler beginnen mit einer vereinbarten Punktzahl, üblicherweise 12, die auf einer Tafel oder mit einem Bleistift auf einem Spielbogen notiert wird. Ziel des Spiels ist es, als erster Spieler durch Stiche 0 Punkte zu erreichen. Jeder gemachte Stich führt zu einem Abzug von einem Punkt vom Startwert von 12 Punkten.

### Geben und Tauschen
Zu Beginn des Spiels wird abgehoben. Der Spieler mit der niedrigsten Karte gibt, mischt die Karten, läßt ihnen rechts von sich abheben und gibt dann jeweils 5 Karten reihum nach links, in 2er- und 3er-Paketen, bevor er die nächste Trumpfkarte aufdeckt. Danach wechselt das Geben nach links.
Der Geber kann mit dem aufgedeckten Trumpf tauschen. Die Vorhand (links vom Geber) verkündet dann, ob er spielt oder passt (d. h. aus dem aktuellen Spiel aussteigt), gefolgt von den anderen Spielern im Uhrzeigersinn. In derselben Reihenfolge können diejenigen, die spielen möchten, anschließend beliebig viele Handkarten ablegen und erhalten dafür die gleiche Anzahl Karten aus dem Talon. Es können bis zu drei Tauschrunden stattfinden. Wenn alle passen, werden die Karten neu gegeben. Spielt nur einer, gewinnt er sofort und zieht 5 Punkte von seinem Punktestand ab; die anderen behalten ihren aktuellen Punktestand.

### Spiel
Mindestens 2 Personen müssen spielen, damit das Geben fortgesetzt werden kann. Die Vorhand spielt aus. Spieler müssen Farbe bedienen und wenn möglich übernehmen.

### Wertung
Ein Spieler muss mindestens so viele Stiche machen, wie er Karten getauscht hat. Gelingt ihm das, zieht er pro Stich 1 Punkt ab. Scheitert er, werden 5 Punkte multipliziert mit der Anzahl der Stiche, die er unter dem Minimum liegt, addiert. Beispiel: Tauscht ein Spieler 2 Karten und macht 2 Stiche, werden 2 Punkte abgezogen. Macht er nur einen Stich, werden 5 Punkte addiert; macht er keinen Stich, werden 10 Punkte zu seinem Punktestand addiert. Der erste Spieler, der 0 Punkte erreicht, ist der Gewinner.